# Конституция Таиланда 1997 года
Конституция Королевства Таиланд 1997 года (тайск. รัฐธรรมนูญแห่งราชอาณาจักรไทย พุทธศักราช ๒๕๔๐) была принята 11 октября 1997 года на смену Конституции 1991 года, и была признана, как ориентир тайской демократической конституционной реформы. Конституция была отменена Советом по Демократической реформе 19 сентября 2006 года после успешного военного переворота и заменена на Конституцию 2006 года, принятую 1 октября 2006 года.
Конституция 1997 года была первой Конституцией, подготовленной всенародно избранным Конституционным собранием, поэтому народе её называют «народной Конституцией». Конституция 1997 года создала двухпалатный законодательный орган. Впервые в истории Таиланда был избран Двухпалатный парламент. В конституции были закреплены права человека.

## Процесс разработки проекта Конституции
Материалы Конституции Таиланда 1991 года спровоцировали публичные призывы к подотчетности правительства страны. В июне 1994 года, во время правления Чуан Ликпая, в стране был создан Комитет развития демократии. Чуан был вынужден учредить Комитет после проведения акта голодовки видного тайского активиста Чаларда Ворачата (Chalard Vorachat). Комитет выработал поправки к Конституции 1991 года, но не смог протолкнуть дальнейшие реформы. Однако он выявил элементы закона, которые оказали бы влияние на последующие политические реформы. После ухода Чуана, правительство Банхрн Силп-Арча (1995—1996) создало Комитет по реформам, который 22 октября 1996 года внес поправки в Конституцию. Усилия по принятию новой конституции получили большую общественную поддержку. 2 ноября 1995 года доктор Правасе Васи заявил на многолюдном митинге в Бангкоке, что Таиланду срочно нужна новая Конституция, чтобы помочь предотвратить потенциальную политическую катастрофу, которая может последовать после смерти короля Пумипона Адульядета.
Поправки 1996 года отмечали необходимость создания в стране новой конституции. В Таиланде была сформирована Конституционная Ассамблея из 99 человек: семьдесят шесть из них были избраны от каждой провинции и 23 человека были квалифицированными работниками. Среди этих 23 человек были Политологи и правоведы: Чай-Анан Самудаванижа, Аморт Чантарасомбун, Утхай Пимчайчон, Борворнсак Уванно и др. Азиатский экономический кризис 1997 года стимулировал продвижение работы над новой конституцией. Проект новой конституции был одобрен Национальным Собранием 518 голосами «за», при 16 "против " и 17 «воздержавшихся».

## Обзор разделов
Конституция 1997 года состояла из 12 глав, включающих 317 разделов.
- Глава 1 (разделы 1-7): общие положения, осуществление государственной власти, основные права тайского народа, статус Конституции.
- Глава 2 (разделы 8-25): статус, прерогативы, права короля в тайном Совете, вопросы престолонаследия.
- Глава 3 (разделы 26-65): права и свободы народа Таиланда.
- Глава 4 (статьи 66-70): обязанности тайского народа.
- Глава 5 (разделы 71-89): основные обязанности государства.
- Глава 6 (статьи 90-200): структура, роль и обязанность Национального собрания, включая палату представителей, Сенат, выборы и избирательные комиссии. Задачи уполномоченного по правам человека и национальной комиссия по правам человека.
- Глава 7 (статьи 201—232): Совет Министров и работа исполнительной власти.
- Глава 8 (статьи 233—281): суд, Конституционный Суд, административные суды и военные суды.
- Глава 9 (разделы 282—290): органы местного самоуправления.
- Глава 10 (статьи 291—311): контроль членов правительства, включая декларацию счетов и активов, Национальная комиссия по борьбе с коррупцией, импичмент и уголовное преследование членов правительства и политических деятелей.
- Глава 11 (П. 312): функции и обязанности Государственной комиссии по аудиту и генеральный аудит.
- В главе 12 (раздел 313): правила внесения поправок в Конституцию.
- Переходные положения (статьи 314—317): передачи власти правительства Конституции 1991 года.

## Основные характеристики

### Новые положения
По сравнению с предыдущей тайской Конституцией, Конституция 1997 года содержала ряд новых положений в ключевых областях, в том числе:
- Избирательная реформа. Голосование предлагалось сделать обязательным. Предлагалось избирать 100 членов Палаты по партийному списку, а остальных 400 членов избирать по одномандатным избирательным округам.
- Укрепление исполнительной власти. Для голосования по недоверию премьер-министру требовалось два пятых голосов Палаты.
- Реформа законодательства . Впервые в истории Тайваня была избрана верхняя палата парламента. Орган из 200 человек был беспартийным, сенаторам запрещено быть членами политических партий. Сенаторы избирались на шестилетний срок. Сенат мог изменять или одобрять часть законодательства, но не мог ничего предлагать. Голосование двух третей членов было достаточно, чтобы отменить королевское вето. Сенат не мог быть распущен премьер-министром.
- Большее разделение между исполнительной и законодательной ветвями власти . Депутаты не могли быть членами правительства.
- Права человека. Впервые были признаны многочисленные права человека, в том числе права детей, престарелых и инвалидов; право на свободу информации; право на общественное здравоохранение и бесплатное образование; права потребителей; права традиционных общин; право на человеческое достоинство; право на мирные протесты.
- Децентрализация власти. Были созданы избранные центральные административные организации и провинциальные административные организации (ПАО).
- Увеличенные противовесов. Были созданы новые независимые государственные учреждения, такие как Конституционный суд, Административный суд, Канцелярия Генерального ревизора, Национальная комиссия по борьбе с коррупцией, Национальная комиссия по правам человека, Организация защиты потребителей, Организация по охране окружающей среды и Омбудсмен. Многие из этих назначений были одобрены Сенатом. Большинство новых конституционных органов были отменены в 2006 году после государственного переворота.
- Реформы уголовного правосудия включали сокращение полномочий полиции проводить обыск без ордера, право на незамедлительный суд в течение 48 часов с момента задержания, а также право на присутствие адвоката во время полицейских допросов.

### Правопреемственность
Как и большинство предыдущих конституций, текст Конституции 1997 года опирался на закон 1924 года о престолонаследии. Тайный Совет мог назначить принцессу, как наследницу престола только в отсутствие наследника.

## Критика
Большая часть критических замечаний по конституции основалась на чрезмерности реформ. Утверждалось, что чрезмерно сильное и стабильное правительство приведет к «тирании большинства» и «парламентской диктатуре». Независимые органы, такие как Национальная комиссия по правам человека и Национальная комиссия по борьбе с коррупцией также подвергались за слабость относительно судебных разбирательств.
Конституция была также подвергнута критике за отсутствие ясности в королевских полномочиях.